# کارول فینی
کارول فینی (انگلیسی: Carol Feeney؛ زادهٔ ۱۴ اکتبر ۱۹۶۴) ورزشکار روئینگ اهل ایالات متحده آمریکا است.
وی در مسابقات کشوری و بین‌المللی در مجموع برندهٔ ۱ مدال نقره شده‌است.